# 22497 Immanuelfuchs
22497 Immanuelfuchs este un asteroid din centura principală de asteroizi.

## Descriere
22497 Immanuelfuchs este un asteroid din centura principală de asteroizi. A fost descoperit pe 30 mai 1997 la Prescott (Arizona) de Paul G. Comba. Asteroidul prezintă o orbită caracterizată de o semiaxă mare de 2,89 ua, o excentricitate de 0,08 și o înclinație de 3,3° în raport cu ecliptica.